# İbrahim Kutluay
İbrahim Kutluay (Istanbul, 7 gennaio 1974) è un ex cestista turco.

## Carriera
Era una guardia tiratrice di 197 cm, per un peso di 93 kg. Ha iniziato la sua carriera nel 1993 con la maglia del Fenerbahçe. Ha militato anche in Ülker Istanbul, Efes Pilsen, AEK Atene, Panathinaikos (con cui ha vinto un'Eurolega, oltre a una breve parentesi in NBA con i Seattle SuperSonics.
Il suo record di realizzazione è di 50 punti con la maglia della Nazionale turca negli Europei Under-22 contro l'Italia. È stato uno dei migliori tiratori da tre d'Europa e il suo record in Eurolega è di 41 punti, segnati contro il Cibona Zagabria.
Con la nazionale maggiore, tra il 1995 e il 2007 è stato convocato per sette Europei e due Mondiali.

## Palmarès

### Squadra
- Campionato greco: 3

Panathinaikos: 2000-01, 2002-03, 2004-05
- Campionato turco: 2

Ülkerspor: 2005-06
Fenerbahçe Ülker: 2006-07
- Coppa di Grecia: 3

AEK Atene: 2000-01
Panathinaikos: 2002-03, 2004-05
- Coppa di Turchia: 1

Ülkerspor: 2003-04
- Coppa del Presidente: 1

Ülkerspor: 2005
- Eurolega: 1

Panathinaikos: 2001-02

#### Individuale
- MVP Coppa di Grecia: 1

AEK Atene: 2000-01